# Glochidion loerzingii
Glochidion loerzingii är en emblikaväxtart som beskrevs av Airy Shaw. Glochidion loerzingii ingår i släktet Glochidion och familjen emblikaväxter. Inga underarter finns listade i Catalogue of Life.